# مرسدس-بنز ۶۰۰
مرسدس-بنز ۶۰۰ (به انگلیسی: Mercedes-Benz 600) خودرویی است که در سال‌های ۱۹۶۳ تا ۱۹۸۱ به تعداد ۲٬۶۷۷ عدد در شهر اشتوتگارت آلمان تولید شده‌است.
این خودرو جز رولزرویس و لیموزین‌های کشیده آمریکایی، رقیبی برای خود نمی‌دید و در راستای لاکچری بودن خودرو کابین راننده از سرنشینان جدا شده بود. تولید این مدل از سال ۱۹۶۳ آغاز شد و مدل‌های سفارشی آن تا سال ۱۹۸۱ تولید می‌گردید.
مدل ۶۰۰ دارای امکانات ویژه لوکس زیادی بود از جمله یک سیستم پیچیده هیدرولیک که نیروی مورد نیاز برای تمامی سیستم‌های این خودرو را با فشار ۱۵۰ بار تولید می‌کرد. مدل ۶۰۰ به خاطر صدای بوق بلند خود نیز شهره است. غیر از سران کشورها و پاپ از مالکین مشهور خودروی مذکور می‌توان به الیزابت تیلور، جان لنون، جورج هریسون، جک کی، ارسطو اوناسیس، جک نیکلسن، الویس پریسلی، روآن اتکینسون و… اشاره کرد. همچنین رهبران کمونیست کشورها از جمله نیکولای چائوشسکو، تیتو، فیدل کاسترو، لئونید برژنف، کیم ایل سونگ و کیم جونگ ایل و همچنین رهبران آفریقایی از جمله عیدی امین و یوموکیتا نیز از مشتریان این خودرو بوده‌اند.